# Bujtor Balázs
Bujtor Balázs (Budapest, 1975. június 13. –) magyar hegedűművész, hangversenymester.

## Életpályája
Zenész családba született. 1980-ban kezdett zongorázni. 1983-ban hegedülni tanult. 1988-ban felvételt nyert a Liszt Ferenc Zeneművészeti Egyetem "különleges tehetségek" osztályába. 1995-ben megalapította az RTQ vonósnégyest. 1996–2001 között a veszprémi Mendelssohn kamarazenekar tagja volt. 1999-ben diplomázott Sós Natasa növendékeként. 1996–2007 között a Danubia Szimfonikus Zenekar koncertmestere volt. 2007-től a Pannon Filharmonikusok első koncertmestere. 2009-ben megalapította a Hungarian Studio Orchestrát.
Együtt dolgozott többek közt Eötvös Péterrel, Sir Neville Marriner-rel, Fürst Jánossal, Kobajasi Kenicsiróval, Peskó Zoltánnal, Héja Domonkossal, Hamar Zsolttal, Ligeti Andrással, Oliver von Dohnányival, Kocsis Zoltánnal, Gadó Gáborral, Szakcsi Lakatos Bélával, Winand Gáborral, Cristophe Monniot-val, Fekete-Kovács Kornéllal.

## Családja
Édesapja, Bujtor István (1942–2009) színművész volt; Frenreisz Károly (1946-) rockzenész, zeneszerző testvére. Édesanyja, Perényi Eszter, (1943–) hegedűművész; Perényi Miklós (1948–) csellista testvére, és Perényi László (1908–1993) zenetanár lánya. Nagyszülei: Gundel Katalin (1910–2010) és Frenreisz István voltak.

## Filmjei

### Zenei munkatársként
- A Morel fiú (1999) (színész is)
- Fehér alsó (2000)
- Keser-édes (2005)
- Naplófilm, 12 éves voltam 1956-ban (2006)
- A vágyakozás napjai (2008)
- Parker (2013)
- Indián (2013)
- Longwood legendája (2014)
- Londoni pálya (2018)
- Kölcsönlakás (2019)

### Színészként
- Hamis a baba (1991)
- A három testőr Afrikában (1996)
- Szent Iván napja (2003) (zeneszerző is)

### Zeneszerzőként
- Somlói galuska (2002)
- Fiúk a házból (2004)
- Zsaruvér és Csigavér III.: A szerencse fia (2008)

## Díjai
- Artisjus-díj (2008)
- "Év legkedvesebb férfi muzsikusa" díj (2010)